# Airco
Airco, pełna nazwa Aircraft Manufacturing Company – brytyjska wytwórnia lotnicza z okresu początków lotnictwa.
Airco założył George Holt Thomas w The Hyde w Hendon, w północnym Londynie w 1912 roku. Dwa lata później dołączył do niego Geoffrey de Havilland jako główny konstruktor, będący twórcą największych sukcesów firmy. Projektowane przez niego samoloty były oznaczane skrótem DH od jego inicjałów.
Pierwszym modelem był dwumiejscowy samolot zwiadowczy ze śmigłem pchającym, Airco DH.1 z 1915, zbudowany w liczbie 100 sztuk (z tego 99 przez zakłady Savage w wersji DH.1A). Pierwszym sukcesem okazał się dwupłatowy myśliwiec ze śmigłem pchającym Airco DH.2 z wiosny 1915 roku, który pozwolił Brytyjczykom na początku 1916 zniwelować niemiecką przewagę w powietrzu i zlikwidować zagrożenie "bicza Fokkerów". Zbudowano ich 400 sztuk. Kolejny myśliwiec DH.5 z 1917 roku, zbudowany w klasycznym dwupłatowym układzie, nie okazał się jednak udany (zbudowano 550, z czego 200 w Airco).
Bombowce DH.4 (1916), DH.9 (1917) i ulepszony DH.9A (1918) stały się jednymi z najlepszych lekkich bombowców pierwszej wojny światowej, produkowane w liczbie kilku tysięcy sztuk przez kilka zakładów, w tym za granicą. Zbudowano również w kilku zakładach 2448 egzemplarzy samolotu szkolnego Airco DH.6, w tym prawie 600 w Airco. Ostatni udany model dwusilnikowego bombowca DH.10 wszedł do służby już po wojnie. Dwa kolejne modele samolotów wyprodukowanych przez Airco DH.16 i DH.18 były eksploatowane w niewielkiej liczbie ezgmeplarzy przez Aircraft Transport and Travel Limited, pierwszą linię lotniczą założoną w Wielkiej Brytanii, której właścicielem również był George Holt Thomas.
W związku z zaprzestaniem działań wojennych, wytwórnia, której produkcja była skierowana głównie na potrzeby wojska, zbankrutowała w 1920 roku. Aktywa firmy zostały zakupione przez Birmingham Small Arms Company (BSA), która nie interesowała się produkcją samolotów. Pozostałości po Airco zostały zakupione przez Geoffreya de Havillanda, który zmienił jej nazwę na De Havilland.